# Грознефт (танкер, 1917)
Грознефт (на руски: Грознефть) е танкер (бивш лек крайцер от типа „Светлана“ „Адмирал Спиридов“) на ВМФ на СССР.

## История
Залагането на крайцера „Адмирал Спиридов“ е на 16 ноември 1913 г. на Путиловската корабостроителница в Санкт Петербург. Спуснат е на вода на 27 август 1917 г. Поради това, че крайцерът не е завършен напълно не попада във флота.
Поради недостатъчния брой на наливни съдове в Черно море недостроеният крайцер „Адмирал Спиридов“, е преправен и преименуван в танкера „Грознефт“. При преустройството бронята на крайцера не е свалена. Като съдови установки са използвани по-икономичните дизелови двигатели.
През 1934 г. съдът е преправен на несамоходна баржа. През 1938 г. е поставен на стоянка в Мариупол.
През октомври 1941 г. е потопен.
През 1942 г. съдът е изваден от немците и превърнат в бункер, а след това отново е потопен по заповед на немското командване.
През 1944 г. съдът е изваден от моряците на Черноморския флот. Служи осем години в ролята на бункеровъчен съд.